# Автономная зона Капитолийского холма
Автономная зона Капитолийского холма (англ. Capitol Hill Autonomous Zone; CHAZ; другое название — Организованный (Оккупационный) протест Капитолийского холма; англ. Capitol Hill Organized (or Occupied) Protest; CHOP) — непризнанная (самопровозглашённая) автономия, существовавшая в июне 2020 года на территории центральной части Сиэтла (район Капитолийский холм), не будучи подконтрольной каким-либо органам государственной власти. Административные и полицейские функции исполнялись инициативными гражданами.
Автономная зона Капитолийского холма была провозглашена 8 июня 2020 года протестующими преимущественно левого толка в рамках антирасистских протестов в США и упразднена 1 июля в результате полицейской операции.

## Предыстория
В 2012 году Сиэтл уже становился ареной «антикорпоративных акций» Захвати Уолл-стрит. Во время этих акций проявила себя Кшама Савант, впоследствии сыгравшая активную роль в событиях 2020 года.
Гибель Джорджа Флойда в результате остановки сердца, вызванной насильственными действиями полицейского Дерека Шовина, 25 мая 2020 года спровоцировала антирасистские протесты в США, которые начались в Миннеаполисе и очень скоро распространились на все США, а затем и за их пределы. На этом фоне активизировались силы левого толка, которые стали способствовать расширению политических требований к властям США и повышению организованности протестов.

## Ход событий
8 июня 2020 года, в разгар протестов, сиэтлские активисты сосредоточились в районе Капитолийского холма, где провозгласили создание Автономной зоны Капитолийского холма, сокращённо CHAZ. Территория CHAZ, занявшая около шести кварталов, была забаррикадирована. Районный полицейский участок был оставлен силовиками, и занявшие его протестующие провозгласили здание «Народным департаментом». Примерно в это же время протестующие, возглавляемые членом городского совета и активисткой «Социалистической альтернативы» Кшамой Савант, вошли в здание городской мэрии, однако вскоре вернулись на территорию CHAZ.
Активисты организовали в CHAZ политический и культурный центры, а также попытались наладить распределение продовольствия. Полицейские функции взяли на себя вооружённые гражданские лица, в частности группировка рэппера Razpy (Раз Симон).
Согласно информации, опубликованной на сайте CHAZ, зона не имела формальной структуры. Системная структура территории строилась по анархическому принципу самоуправления.
9 июня протестующие огласили основные программные требования к правительству Сиэтла.
Примерно с 15 июня в качестве равнозначного названия CHAZ стал использоваться термин «Организованный протест Капитолийского холма» или «Оккупационный протест Капитолийского холма», сокращённо «CHOP».
16 июня между городскими властями Сиэтла и активистами CHAZ/CHOP были достигнуты соглашения, согласно которым блокпосты протестующих заменяются бетонными блоками, расставленными в шахматном порядке, что должно сделать возможным проезд транспорта и автомобилей экстренных служб, а территория «автономной зоны» сокращается с 6-7 кварталов до 3. Данные уступки со стороны протестующих вызваны решением городского совета Сиэтла выполнить требования протестующих по части запрета на использование полицией удушающих приёмов, а также слезоточивых газов и перцовых растворов.
20 июня в результате стрельбы на территории Зоны погиб один человек.
24 июня власти восстановили полицейский участок, который с момента основания CHAZ контролировался протестующими. Вечером того же дня так называемый «Комитет солидарности» с автономной зоной объявил «проект» завершённым. В свою очередь, один из активных жителей автономной зоны, рэпер Раз Симон, которого часто, вероятно ошибочно, называют лидером и «военачальником» CHAZ, заявил, что многие демонстранты начали массово покидать территорию зоны. Некоторые СМИ назвали Автономную зону Капитолийского холма ликвидированной, однако некоторые активисты оспорили этот факт и выразили готовность к дальнейшему сопротивлению.
1 июля утром полиция провела операцию по зачистке Автономной зоны Капитолийского холма, тем самым ликвидировав её. Полиция Сиэтла приказала протестующим разойтись, дав им восемь минут, затем начала производить задержания. В ходе полицейской операции было арестовано 10 человек. В департаменте полиции заявили: «В связи с продолжающимся насилием и проблемами общественной безопасности... мэр Дженни Дуркан издала распоряжение об освобождении территории. Сегодня утром в районе будет полиция Сиэтла, которая будет выполнять приказ мэра».